# Raïon de Stara Vyjivka
Le raïon de Stara Vyjivka (en ukrainien : Старовижівський район, Starovyjivskyï raïon) ou raïon de Staraïa Vyjevka (en russe : Старовыжевский район, Starovyjevski raïon) est une subdivision administrative de l'oblast de Volhynie, dans l'ouest de l'Ukraine. Son centre administratif est la commune urbaine de Stara Vyjivka.

## Géographie
Le raïon s'étend sur 1 121 km2 dans la partie centrale de l'oblast. Il est limité au nord par le raïon de Ratne, à l'est par le raïon de Kamin-Kachyrskyï, au sud par le raïon de Kovel et le raïon de Touriïsk et à l'ouest par le raïon de Liouboml et le raïon de Chatsk.

## Histoire
Le raïon a été établi le 17 janvier 1940 par un décret du Présidium du Soviet suprême de l'URSS. Son centre administratif fut d'abord le village de Sedlychtche (en ukrainien : Седлище) et le raïon fut appelé « raïon de Sedlychtche ». Le 7 juin 1946, un nouveau décret du Soviet suprême transféra son centre administratif à Stara Vyjivka, qui donna son nom actuel au raïon.

## Population

### Démographie
Recensements (*) ou estimations de la population :
| 1959*  | 1970*  | 1979*  | 2009   | 2010   | 2011   |
| ------ | ------ | ------ | ------ | ------ | ------ |
| 55 712 | 42 329 | 38 373 | 31 485 | 31 164 | 30 980 |

### Subdivisions
Le raïon compte :
- une commune urbaine : Stara Vyjivka
- 46 villages